# Un minut
Un minut este un film românesc din 1949 regizat de Ion Bostan.